# Nobiltà croata
La nobiltà croata (plemstvo in croato) comprende tutti gli individui e le famiglie riconosciute della Croazia come membri della classe aristocratica, ovvero godenti di privilegi ereditari.

## Storia

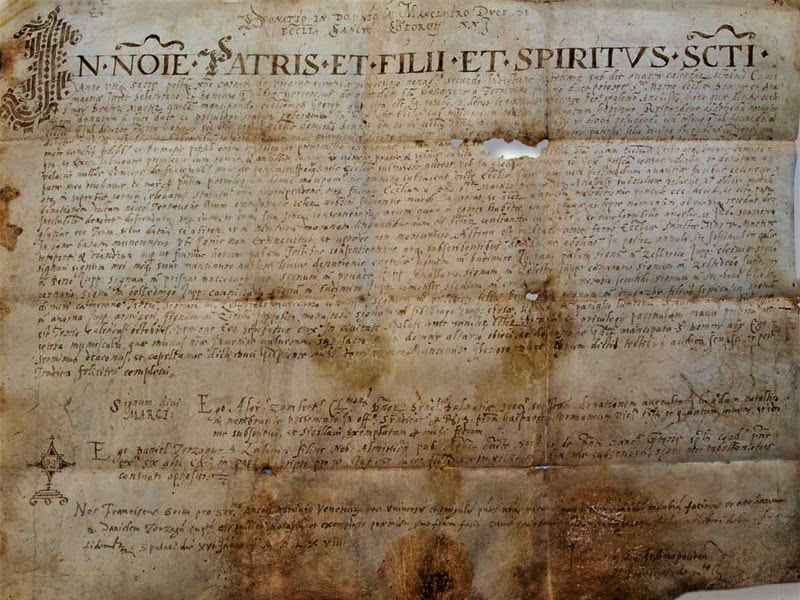
Carta del duca Muncimir del 892. Trascrizione: divino munere Croatorum dux ("con l'aiuto di Dio, duca dei Croati").

La Croazia venne elevata allo status di regno attorno al 925 e contemporaneamente si ebbe la prima nozione di nobiltà. La nobiltà ebbe un ruolo importante nella costituzione dello stato, anche se attualmente essa non ha particolari privilegi rispetto al resto della popolazione ad eccezione del fatto che un gruppo scelto di famiglie nobili ha il diritto di udienza privilegiata con il primo ministro. Tomislavo fu il primo governante croato a cui la Cancelleria Apostolica concesse il titolo di "re". Il re ottenne così il privilegio di concedere titoli ai suoi sudditi e di trasmetterli ai discendenti di questi per linea diretta.

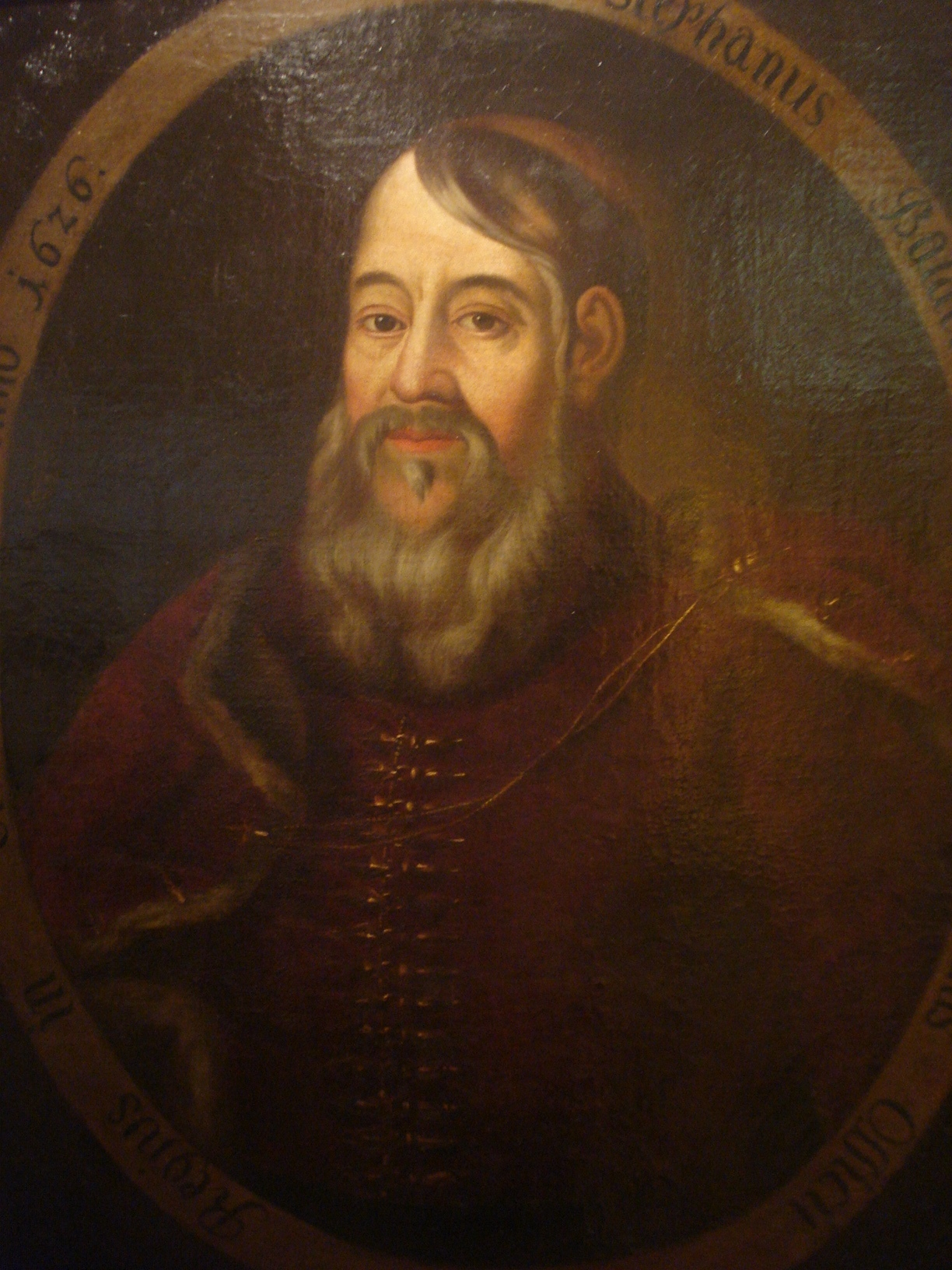
Stjepan Patačić, protonotario del regno di Slavonia e Vice Bano (Viceré)

Tra il 923 ed il 928, Tomislavo riuscì a riunire i croati di Pannonia e di Dalmazia, separati ciascuno sotto il governo di duchi differenti così da smuovere per la prima volta l'interesse della nobiltà croata nell'acquisire un certo favore verso il sovrano. I nobili di Croazia all'epoca, amministravano un gruppo di undici contee (županije) e un Banato (Banovina). Ciascuna di queste regioni aveva un villaggio reale fortificato amministrato da un membro della corte reale tramite un nobile.
La società croata conobbe i cambiamenti maggiori nel corso del X secolo. I capi locali, gli župani, vennero sostituiti dagli intendenti del re, che ottennero i domini terrieri dai precedenti proprietari, essenzialmente dando vita al sistema feudale. I contadini che prima erano liberi divennero servi e cessarono di essere anche soldati, fatto che causò il crollo della potenza militare della Croazia e l'aumento della ricchezza nelle mani dell'aristocrazia locale. Il governo del figlio di Krešimir, Miroslav venne scandito da un progressivo indebolimento della Croazia e quindi anche dei poteri della sua nobiltà. La nobiltà intera riteneva di governare per diritto divino e mantenne sempre altissima questa considerazione facendo valere spesso la legge del "fuoco al fuoco" contro i loro oppositori.

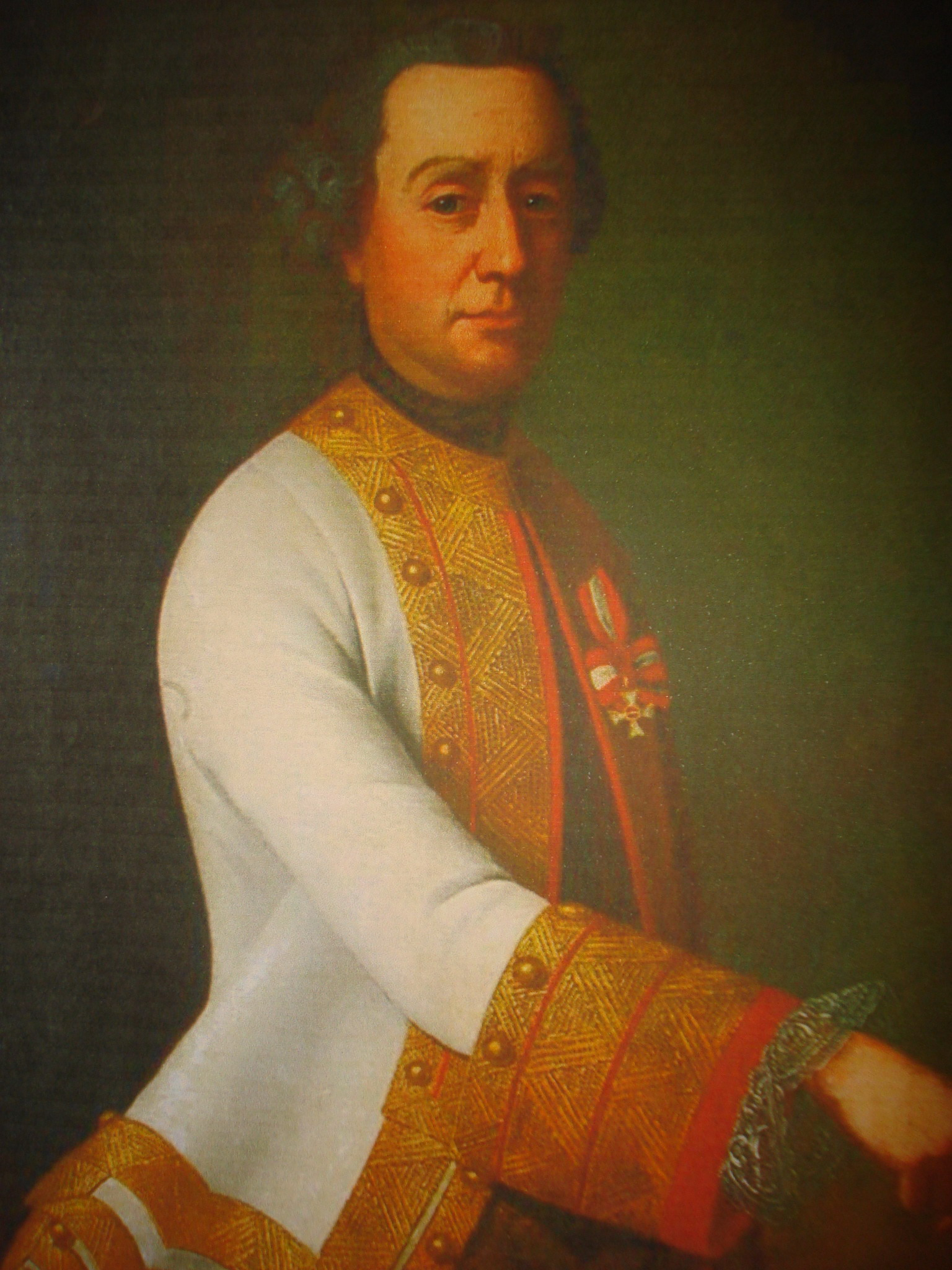
Il conte Josip Kazimir Drašković, generale dell'esercito imperiale asburgica

Alla morte di Stjepan Držislav nel 997, i suoi tre figli, Svetoslav (997–1000), Krešimir III (1000–1030) e Gojslav (1000–1020), diedero vita a una violenta contesa per il trono, indebolendo drammaticamente lo stato. Ciascun dei tre fratelli si servì della propria nobiltà per mantenere il proprio potere nella propria porzione di paese sino a quando Gojslav e Krešimir III non decisero di governare insieme, col terzo avente il controllo del ducato di Croazia.
Durante il regno di Krešimir IV (1058–1074), il regno croato medievale raggiunse il proprio azimuth e diverse terre vennero concesse alla nobiltà locale. Ad ogni modo, Krešimir era intenzionato ad ottenere conferma del proprio ruolo dall'Impero bizantino come supremo governante del Tema di Dalmazia, fatto che restrinse ulteriormente il potere dei duchi nell'area. Durante questo periodo i nobili locali si appellarono spesso alla Curia romana perché intervenisse negli affari religiosi della Croazia, consolidando il potere monarchico sul clero Glagolitico in parte dell'Istria dopo il 1060. All'epoca la Croazia era composta da dodici contee ed era più grande quindi del precedente regno, estendendosi sul ducato di Pagania, estendendo la propria influenza su Zahumlje, Travunia e Duklja.
Secondo il Cartulario Supetar, il nuovo sovrano venne scelto tra i membri della nobiltà più elevata che includevano i bani di Croazia, Bosnia e Slavonia. I bani erano eletti tra i membri delle prime sei tribù croate, mentre le altre sei erano responsabili della scelta degli župan locali. Fu questo il periodo in cui i titoli nobiliari locali vennero equiparati a quelli di altre parti d'Europa come comes e baron utilizzati dagli župani e dai nobil di corte, oltre al termine vlastelin per indicare i semplici aristocratici.
Dopo la rivolta del 1089 e l'assenza di una capitale di stato permanente, le varie residenze reali cambiarono di continuo venendo in parte distrutte l'una con l'altra ed in tutto cinque città ebbero questo privilegio: Nona (Krešimir IV), Zaravecchia (Stephen Držislav, Krešimir IV), Tenin (Zvonimir, Petar Svačić), Sebenico (Krešimir IV) e Salona (Krešimir II).
Dal 1527 lo stato croato passò sotto gli Asburgo d'Austria, mantenendo solo formalmente la propria indipendenza sotto la sovranità personale dell'Imperatore, fatto che uniformò di fatto la nobiltà croata a quella tedesca, asburgica e austriaca. Solo l'imperatrice Maria Teresa nel 1767 cercò di apportare alcune modifiche con la formazione del Consiglio Reale di Croazia (Consilium Regium) che rimase però in opera solo sino al 1779 quando fu ella stessa ad abolirlo. La regina fu la prima ad ogni modo a riformare pesantemente l'esercito e l'economia locale, abolendo in particolare la schiavitù che dall'epoca medievale era uno dei cardini su cui si reggeva la ricchezza dell'aristocrazia locale, così da arginarla ulteriormente da mire indipendentiste.

## Caratteristiche

### Privilegi
Il privilegio più comune della nobiltà croata come presso altre aristocrazie europee era il possesso della terra, legata al possesso di uno specifico titolo, incarico o residenza (come ad esempio castelli). La nobiltà croata era molto impegnata anche nelle posizioni politiche dello stato come ad esempio il banato, oltre che nella carriera militare ed in quella giudiziaria.

### Il diritto divino
La nobiltà croata aveva a differenza di altre aristocrazie europee la caratteristica di essere stata pesantemente influenzata nella sua formazione dalle pratiche nobiliari di epoca romana e quindi di ricoprire il proprio ruolo per diritto divino, trasmesso tramite il monarca per diretto volere di Dio. Ai nobili si richiedeva di essere "generosi" e "magnanimi" e di dimostrare un certo livello di disinteresse verso il mondo materiale, fatto quest'ultimo che venne fortemente messo in discussione in particolare con la fortificazione del ruolo dell'aristocrazia.
Il governo "per diritto divino" venne meno quando subentrarono gli Asburgo che uniformarono la nobiltà croata a quella del resto del Sacro Romano Impero, equiparando la funzione dei nobili locali a quella di funzionari di stato di provincia, la cui unica fons honorum era l'imperatore stesso a cui dovevano giurare fedeltà.

### Titoli
I titoli nobiliari della nobiltà croata erano concessi dai re di Croazia, poi re d'Ungheria-Croazia. In Dalmazia e in Istria anche i veneziani concessero diversi titoli nobiliari ai locali e lo stesso fecero i francesi durante la loro occupazione di epoca napoleonica. Con il crollo dell'Impero austro-ungarico dopo la fine della prima guerra mondiale, il Regno dei Serbi, Croati e Sloveni (poi Jugoslavia) non concesse più titoli nobiliari ereditari.
Durante il periodo 925 - 1102, la nobiltà del regno di Croazia godette di titoli diversificati al proprio interno a seconda della regione e della posizione. Il re di Croazia aveva su queste concessioni il potere più assoluto, come nel caso del 1941, quando il principe Aimone di Savoia, duca d'Aosta, proclamato sovrano col nome di Tomislavo II alla sua ascesa al trono croato, stabilì l'ufficializzazione dei titoli che tradizionalmente venivano già utilizzati:
1. Duca (i più alti ufficiali di corte)
2. Marchese
3. Conte
4. Barone

## Famiglie

Stemma imperiale degli Asburgo. Essi governarono il regno di Croazia per 470 anni, più a lungo di qualsiasi altra dinastia

Tra le famiglie nobili di maggior peso in Croazia ricordiamo:
Duchi/Principi
- Domagojević
- Hrvatinić
- Feštetić
- Gorjanski
- Kačić (Kacsics)
- Karlović
- Lacković (Laczkovich)
- Novosel
- Mlinarić (Mlinarich)
- Odescalchi
- Radic, principi di Senj 1600 [Radic]

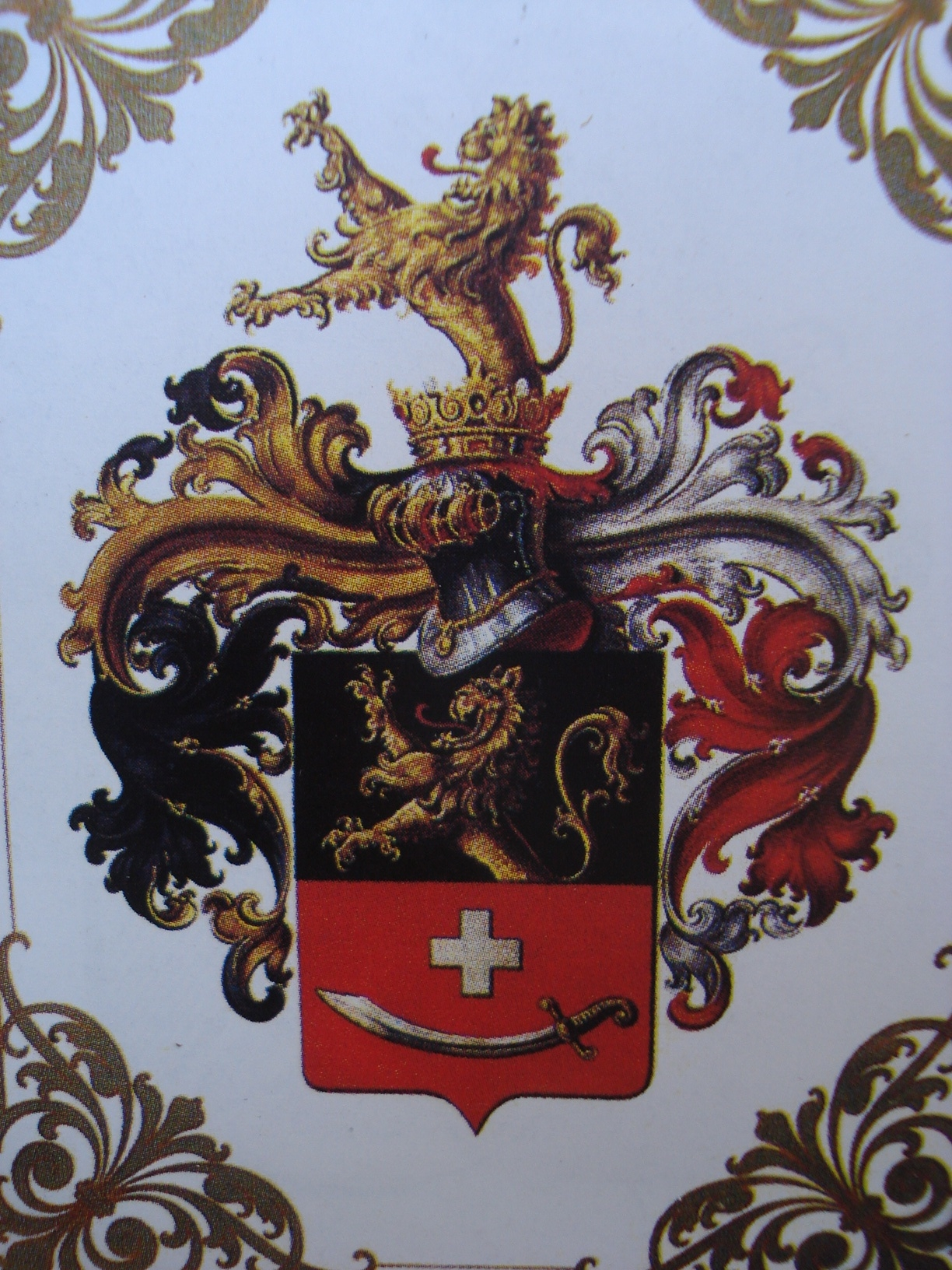
Stemma della famiglia Rukavina

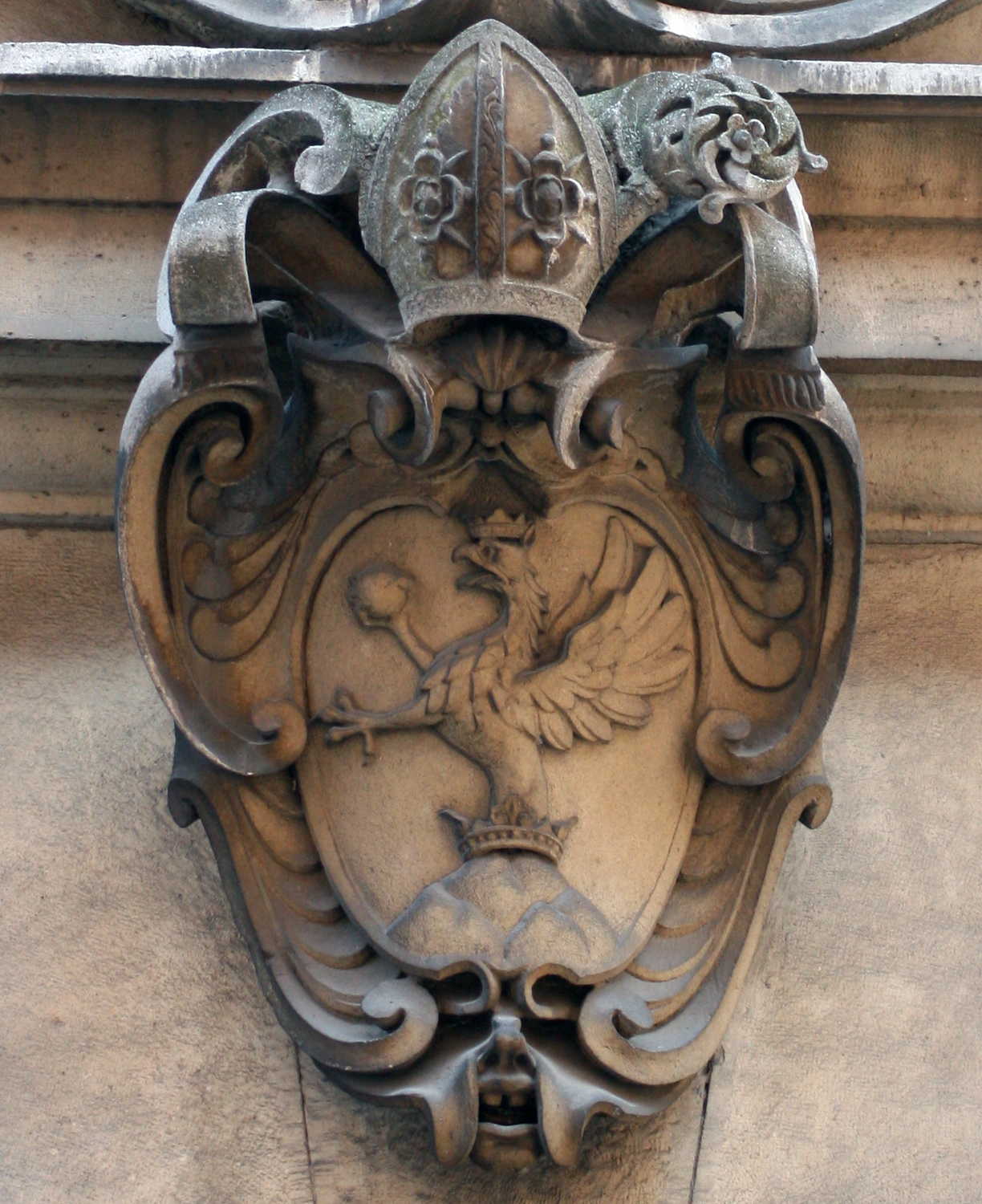
Bratislava Kapitulská

- Šubić
- Zrinski (Zrínyi)

Marchesi
- Frangipane
- Bombelles
- Bunić
- Sponheim
- Andechs

Conti
- Bondić
- Crnković
- Drašković
- Erdődy
- Gundulić
- Gučetić
- Gradić
- Janković
- Jelačić
- Kabužić
- Keglević
- Marcovich
- Pejačević
- Pucić (di Zagorie)
- Sorkočević

Baroni
- Banffy
- Cseszneky
- Gutmann
- Knežević
- Nikolić
- Rubido
- Turković
- Vranyczany-Dobrinović